# Acmopolynema unimaculatum
Acmopolynema unimaculatum är en stekelart som beskrevs av Hayat och Anis 1999. Acmopolynema unimaculatum ingår i släktet Acmopolynema och familjen dvärgsteklar. Inga underarter finns listade i Catalogue of Life.